# Лок Хејвен (Пенсилванија)
Лок Хејвен (енгл. Lock Haven) град је у америчкој савезној држави Пенсилванија. По попису становништва из 2010. у њему је живело 9.772 становника.

## Демографија
Према попису становништва из 2010. у граду је живело 9.772 становника, што је 623 (6,8%) становника више него 2000. године.
| Група             | 2000.         | 2010.         |
| Белци             | 8.744 (95,6%) | 8.966 (91,8%) |
| Афроамериканци    | 131 (1,4%)    | 406 (4,2%)    |
| Азијати           | 75 (0,8%)     | 93 (1,0%)     |
| Хиспаноамериканци | 102 (1,1%)    | 183 (1,9%)    |
| Укупно            | 9.149         | 9.772         |